# Kiuruvesi
Kiuruvesi est une ville du centre de la Finlande, dans la région de Savonie du Nord. Elle tire son nom du lac voisin, qui signifie en finnois lac de l'alouette.

## Géographie
La municipalité est très agricole, notable surtout pour sa production laitière. Elle tire aussi beaucoup de revenus de la forêt. C'est une commune intermédiaire entre les plaines d'Ostrobotnie et les lacs et forêts de Savonie.
Les sites Natura 2000 de Kiuruvesi sont Toukkasuo-Huttusuo, la forêt de Suojoki, les lacs aux oiseaux de Luupuvesi et les forêts de Jynkänjärvi et Putousnotko.
La municipalité est entourée par les communes et régions suivantes :
- Ostrobotnie du Nord, Pyhäjärvi à l'ouest et Pyhäntä au nord.
- Côté Savonie du Nord, Vieremä et Iisalmi à l'est, Pielavesi au sud.

## Transports
Kiuruvesi est traversée par la route nationale 27.
Kiuruvesi est aussi desservi par les routes  (Kiuruvesi–Pyhäntä),  (Pielavesi–Kiuruvesi),  (Kiuruvesi–Vieremä),  (Hiidenkylä–Kiuruvesi).
La gare de Kiuruvesi est située sur le tronçon de ligne Iisalmi-Ylivieska.
La ville dispose également d'un aérodrome pour les petits avions et d'un port de plaisance.

### Distances
- Iisalmi 35 km
- Pielavesi 55 km
- Kajaani 125 km
- Kuopio 120 km
- Oulu 190 km
- Ylivieska 125 km

## Démographie
Depuis 1980, l'évolution démographique de Kiuruvesi est la suivante :
| Année      | 1980   | 1985   | 1990   | 1995   | 2000   | 2005  |
| ---------- | ------ | ------ | ------ | ------ | ------ | ----- |
| population | 12 030 | 12 000 | 11 415 | 11 179 | 10 358 | 9 745 |

| Année      | 2010  | 2015  | 2020  |
| ---------- | ----- | ----- | ----- |
| population | 9 157 | 8 600 | 7 987 |

## Administration

### Conseil municipal
Les 29 conseillers municipaux sont répartis comme suit:
| Parti     | Parti                              | Sièges 2021–2025 |
| --------- | ---------------------------------- | ---------------- |
|           | Parti social-démocrate de Finlande | 0                |
|           | Vrais Finlandais                   | 4                |
|           | Parti de la Coalition nationale    | 3                |
|           | Parti du centre                    | 11               |
|           | Mouvement maintenant               | 5                |
|           | Alliance de gauche                 | 5                |
|           | Chrétiens-démocrates               | 1                |
| Sources : |                                    |                  |

## Économie

### Principales entreprises
En 2020, les principales entreprises de Kiuruvesi par chiffre d'affaires sont :
| Société                              | C.A.  |
| ------------------------------------ | ----- |
| Fibox Tested Systems Oy              | 18 M€ |
| PLG-Kiuruvesi Oy                     | 12 M€ |
| Kiurutimber Oy                       | 8 M€  |
| K-Supermarket Kiuruvesi              | 7 M€  |
| Koneurakointi Tikkanen Aimo Oy       | 4 M€  |
| Kiinteistö Oy Kiuruveden Kiurunkulma | 3 M€  |
| Kesälehto Oy                         | 3 M€  |
| Lasten- ja nuortenkoti Himaharju Oy  | 3 M€  |
| Mikko Elovaara Oy                    | 2 M€  |
| Rapis Oy                             | 2 M€  |

### Principaux employeurs
En 2020, ses plus importants employeurs privés sont:
| Employeur                             | Employés |
| ------------------------------------- | -------- |
| PLG-Kiuruvesi Oy                      | 44       |
| Lasten- ja nuortenkoti Himaharju Oy   | 30       |
| Fibox Tested Systems Oy               | 29       |
| Rapis Oy                              | 29       |
| Kiurutimber Oy                        | 20       |
| K-Supermarket Kiuruvesi               | 20       |
| Koneurakointi Tikkanen Aimo Oy        | 19       |
| Linja-autoliike Veljekset Laitinen Oy | 15       |
| Kiurun Leipomo Oy                     | 12       |
| Haataja Forest Oy                     | 12       |

## Lieux et monuments
- Kotiseutumuseo
- Ylä-Savon Ammattiopisto, Hingunniemi
- Mairie de Kiuruvesi
- Maison de la culture
- Kuorevirran vapaa-aikakeskus

## Personnalités liées à la ville
- Arja Kajermo, romancière
- Paavo Lonkila, sportif
- Soini Nikkinen, sportif
- Berat Sadik, footballer

## Galerie

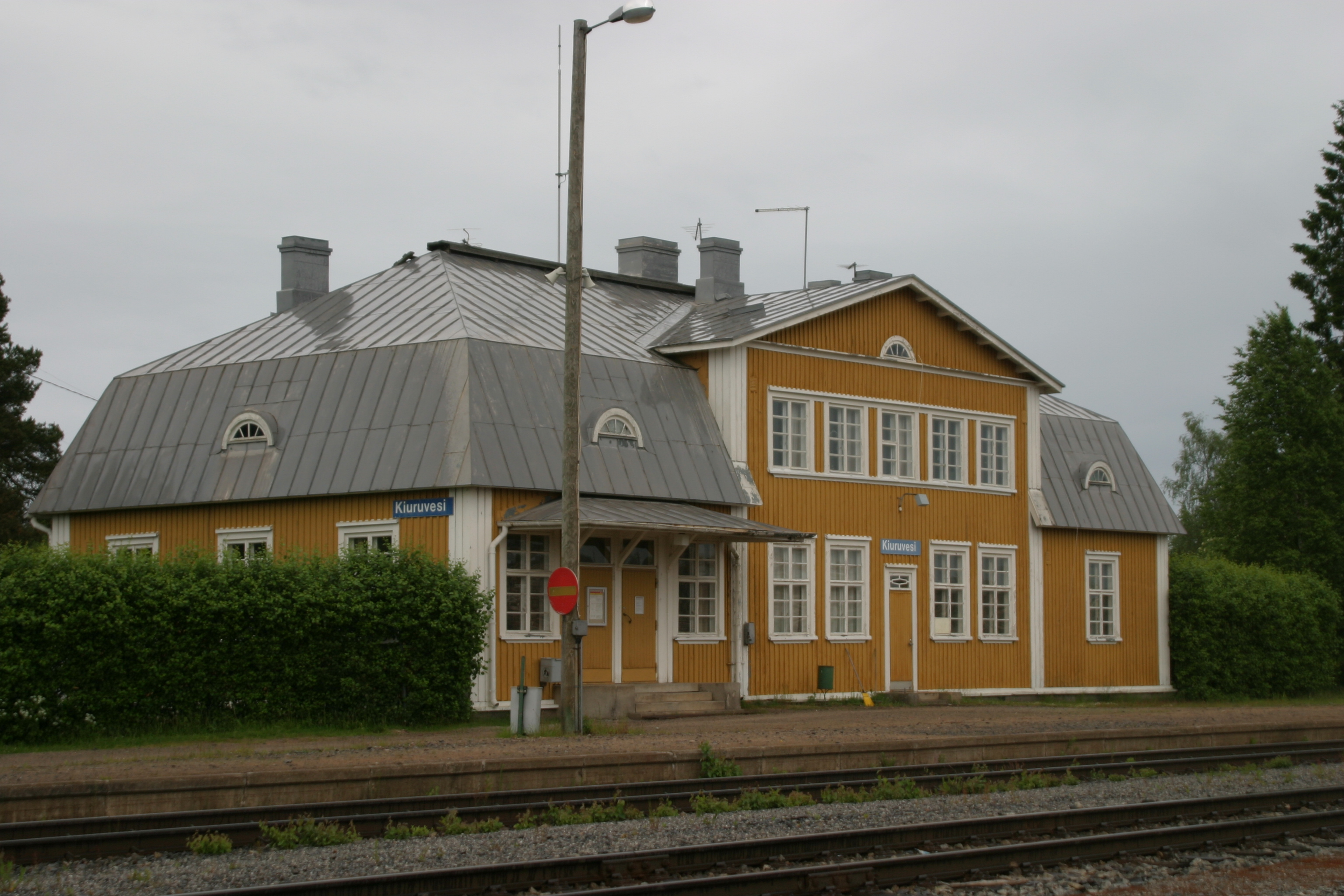
La gare de Kiuruvesi.
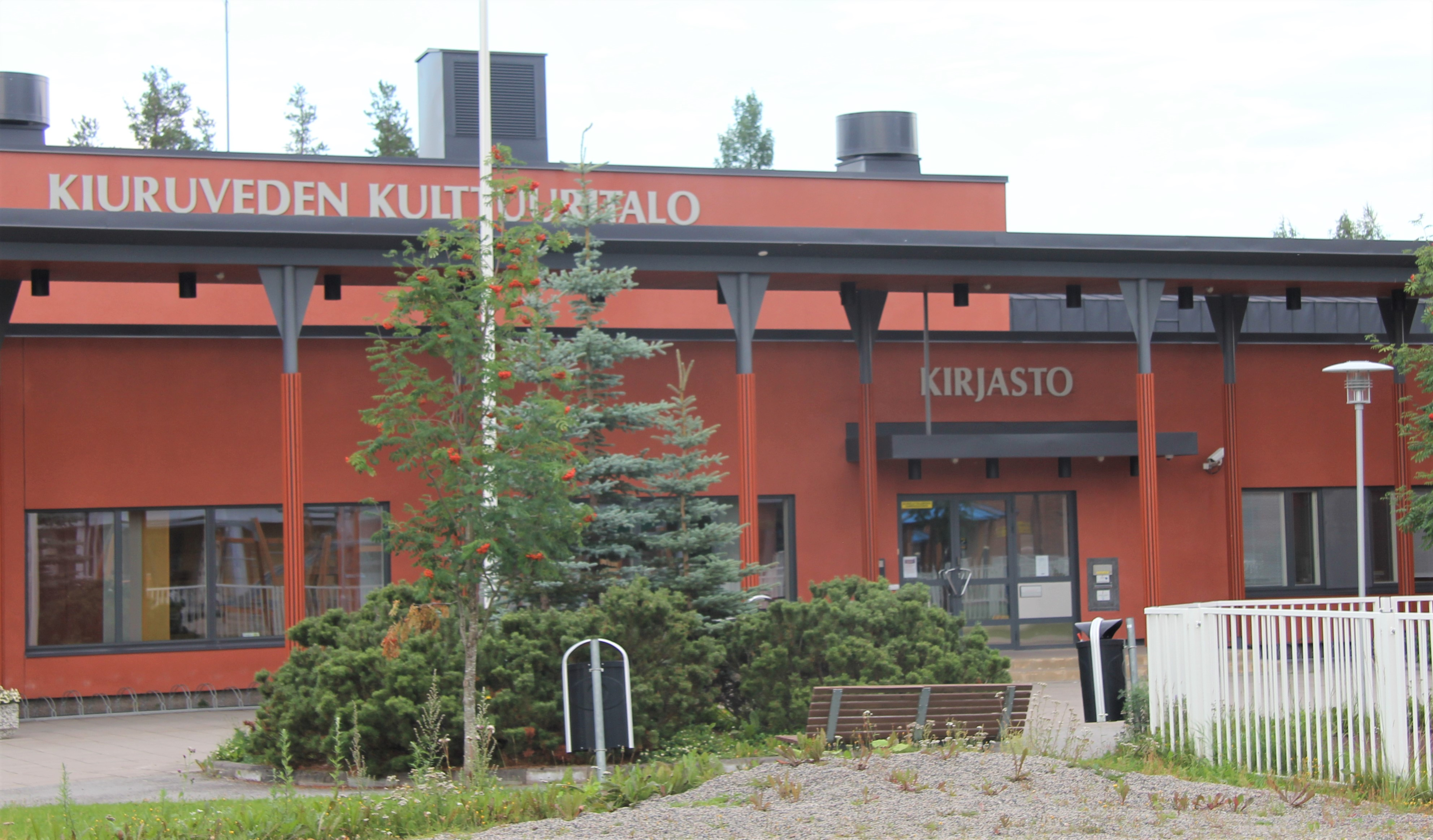
Maison de la culture.
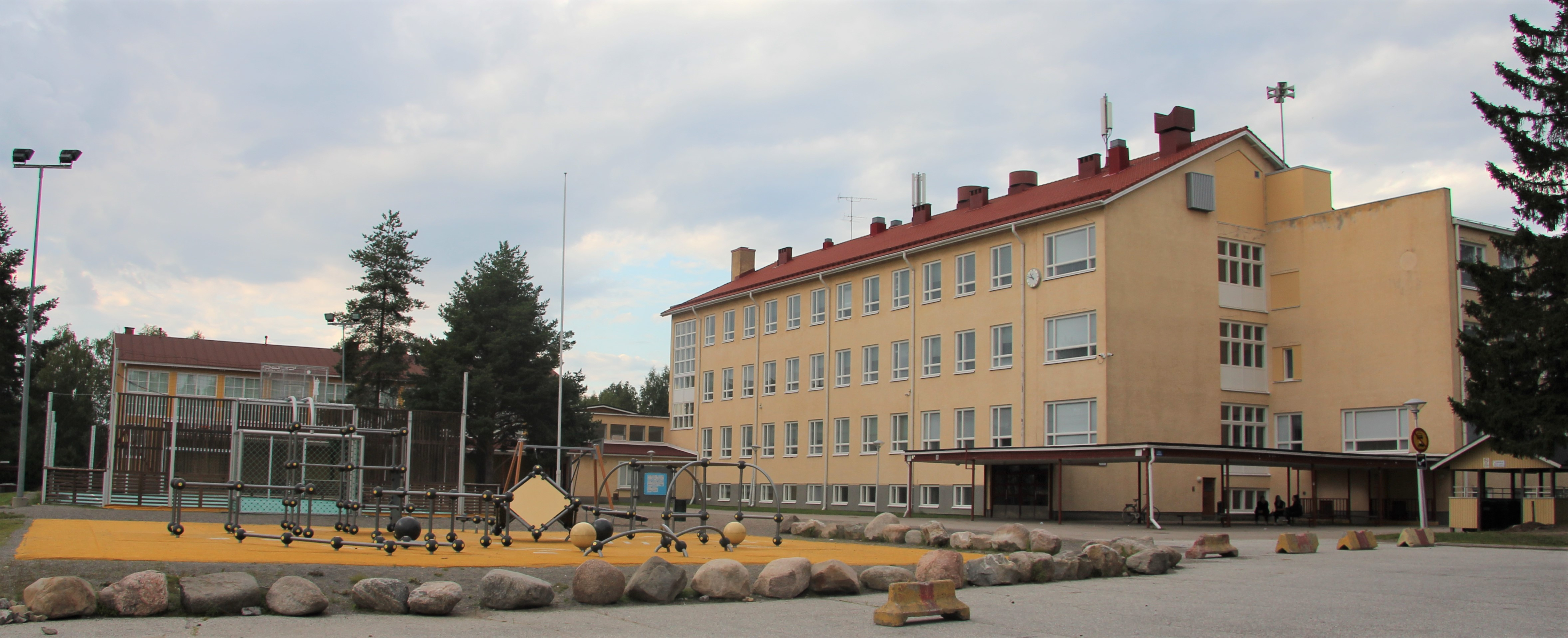
École de Kiuruvesi.
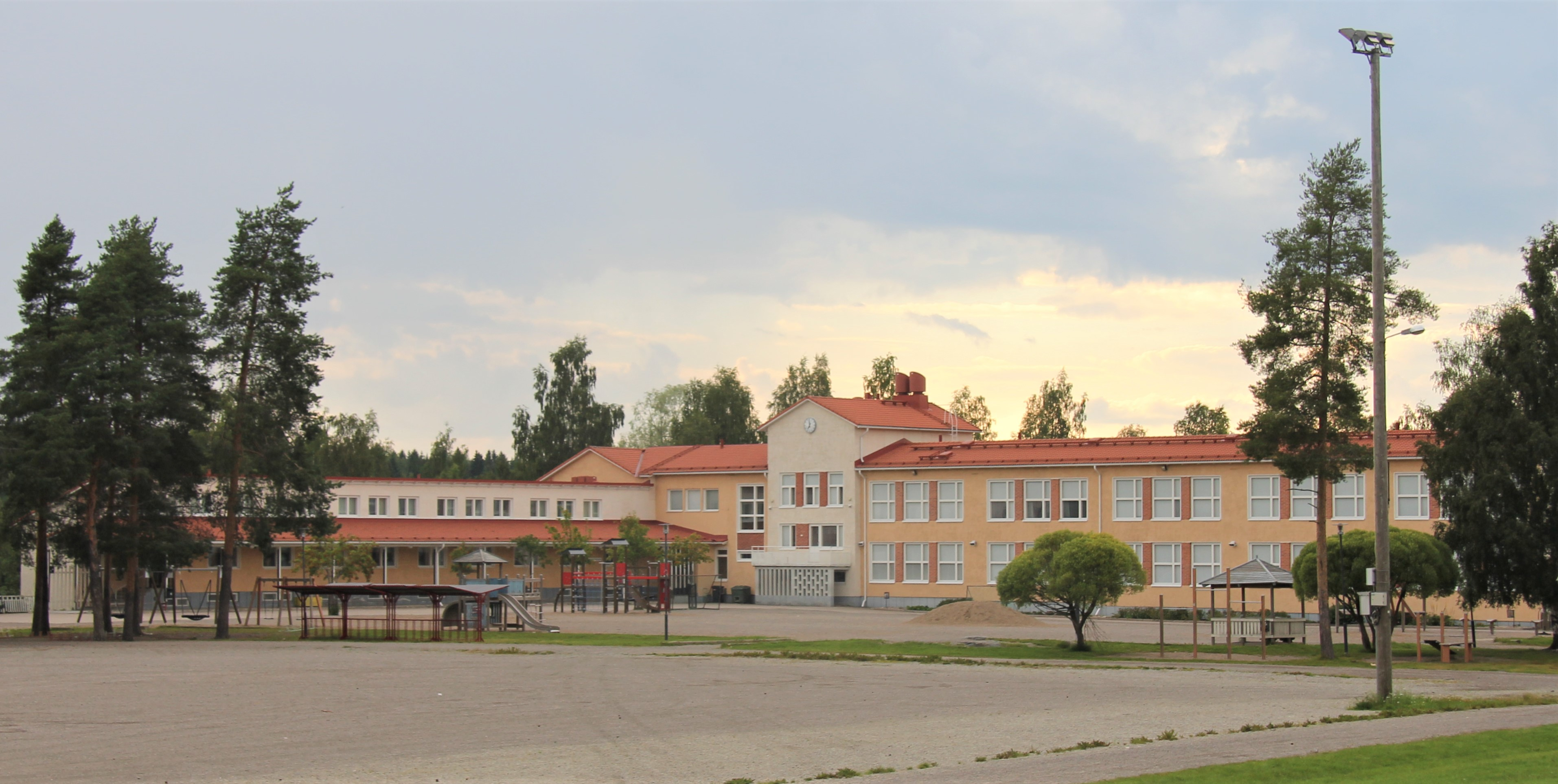
École de Niva.
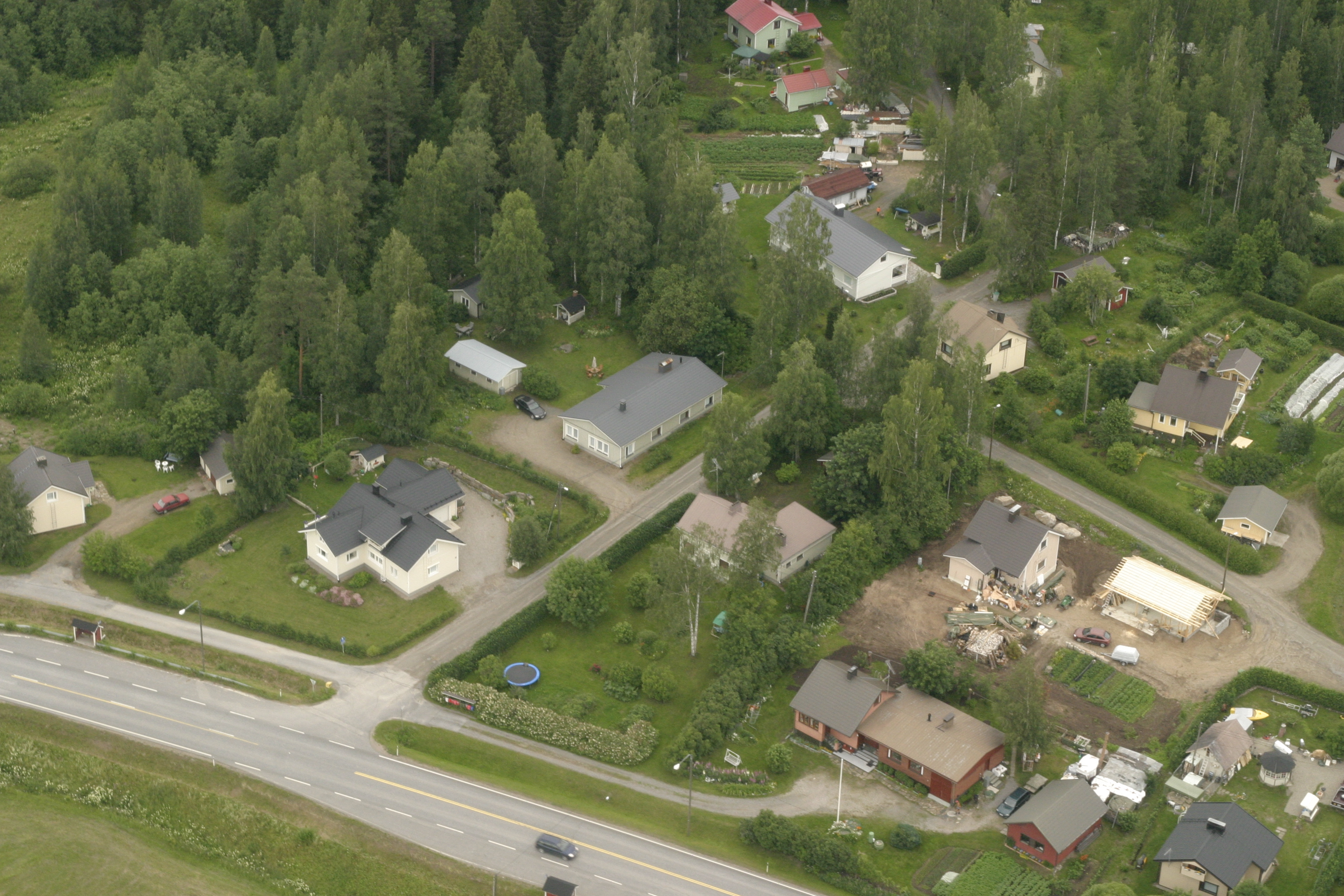
Vue aérienne de Rantakylä, en avant plan la Valtatie 27
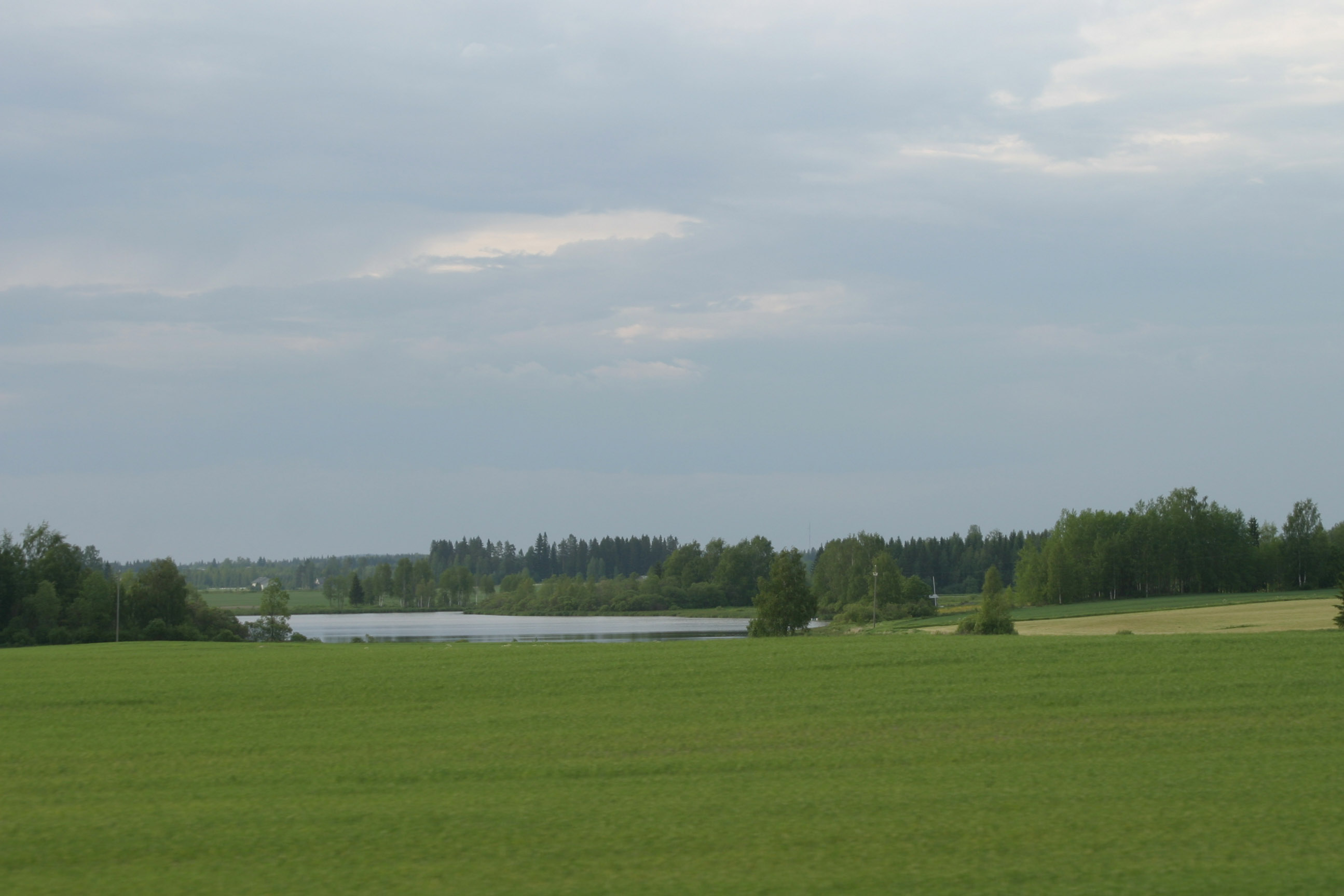
Rapakkojoki.